# NANOS2
NANOS2 (англ. Nanos C2HC-type zinc finger 2) – білок, який кодується однойменним геном, розташованим у людей на довгому плечі 19-ї хромосоми. Довжина поліпептидного ланцюга білка становить 138 амінокислот, а молекулярна маса — 15 132.
| 10         |  | 20         |  | 30         |  | 40         |  | 50         |
| ---------- |  | ---------- |  | ---------- |  | ---------- |  | ---------- |
| MQLPPFDMWK |  | DYFNLSQVVW |  | ALIASRGQRL |  | ETQEIEEPSP |  | GPPLGQDQGL |
| GAPGANGGLG |  | TLCNFCKHNG |  | ESRHVYSSHQ |  | LKTPDGVVVC |  | PILRHYVCPV |
| CGATGDQAHT |  | LKYCPLNGGQ |  | QSLYRRSGRN |  | SAGRRVKR   |  |            |

A: Аланін

C: Цистеїн

D: Аспарагінова кислота

E: Глутамінова кислота

F: Фенілаланін

G: Гліцин

H: Гістидин

I: Ізолейцин

K: Лізин

L: Лейцин

M: Метіонін

N: Аспарагін

P: Пролін

Q: Глутамін

R: Аргінін

S: Серин

T: Треонін

V: Валін

W: Триптофан

Кодований геном білок за функцією належить до білків розвитку. 
Задіяний у таких біологічних процесах, як регуляція трансляції, диференціація клітин, сперматогенез. 
Білок має сайт для зв'язування з іонами металів, іоном цинку, РНК. 
Локалізований у цитоплазмі.